# Gastone di Lorena
Gastone Giovanni Battista Carlo di Lorena, noto anche come Conte di Marsan (Parigi, 7 febbraio 1721 – Strasburgo, 2 maggio 1743), fu un nobiluomo francese e membro di un ramo cadetto Casato di Lorena. Fu Conte di Marsan.

## Biografia
Nato da Carlo Luigi di Lorena, conte di Marsan, e da sua moglie Élisabeth de Roquelaure, Gastone portava il nome del suo bisnonno materno, Gaston Jean Baptiste de Roquelaure, padre del maresciallo de Roquelaure.
Sin dalla nascita ottenne il titolo di conte di Marsan, ma pur provenendo dalla Lorena la sua famiglia aveva già preso residenza come prince étranger a Versailles. Sua sorella maggiore Luisa Enrichetta Gabriella, del resto, aveva sposato un membro della prestigiosa casata francese dei La Tour d'Auvergne, sovrani del ducato di Bouillon.
All'età di quindici anni, sposò Marie Louise de Rohan, figlia di Jules de Rohan, principe di Soubise e di sua moglie, Anne Julie de Melun nonché sorella del maresciallo Carlo di Rohan-Soubise. La coppia si maritò il 4 giugno 1736 presso la cappella dell' hôtel de Mayenne; la cerimonia venne officiata dal prozio della sposa, il cardinale Armand I de Rohan-Soubise.
Nel 1736, anno del matrimonjio della coppia, Gastone divenne aiutante di campo di suo padre. L'anno precedente aveva già ricevuto il comando di un proprio reggimento, il reggimento Marsan. Il 20 febbraio 1743 venne creato generale di brigata delle armate del re. Appena tre mesi dopo morì di vaiolo a Strasburgo, lasciando la moglie senza eredi all'età di soli 22 anni. Venne sepolto nella cattedrale di Strasburgo.
La moglie non si risposò più e gli sopravvisse morendo nel 1801, divenendo governante dei nipoti del re di Francia, tra i quali spiccarono i futuri sovrani Luigi XVI, Luigi XVIII e Carlo X.

## Ascendenza
|                                         |                                    |                                       | Genitori                             |  |  | Nonni |  |  | Bisnonni                   |  |  | Trisnonni          |  |
|                                         |                                    |                                       |                                      |  |  |       |  |  | Henri de Lorraine-Harcourt |  |  | Charles I d'Elbeuf |  |
|                                         |                                    |                                       |                                      |  |  |       |  |  | Henri de Lorraine-Harcourt |  |  | Charles I d'Elbeuf |  |
|                                         |                                    | Marguerite de Chabot                  |                                      |  |  |       |  |  | Henri de Lorraine-Harcourt |  |  |                    |  |
| Charles de Lorraine                     |                                    |                                       |                                      |  |  |       |  |  | Henri de Lorraine-Harcourt |  |  |                    |  |
|                                         |                                    | Marguerite-Philippe du Cambout        | Charles du Cambout                   |  |  |       |  |  |                            |  |  |                    |  |
|                                         |                                    | Marguerite-Philippe du Cambout        | Charles du Cambout                   |  |  |       |  |  |                            |  |  |                    |  |
|                                         |                                    | Marguerite-Philippe du Cambout        | Philippe de Beurges                  |  |  |       |  |  |                            |  |  |                    |  |
| Charles-Louis de Lorraine               |                                    | Marguerite-Philippe du Cambout        |                                      |  |  |       |  |  |                            |  |  |                    |  |
|                                         |                                    | Henri Goyon de Matignon               | François Goyon de Matignon           |  |  |       |  |  |                            |  |  |                    |  |
|                                         |                                    | Henri Goyon de Matignon               | François Goyon de Matignon           |  |  |       |  |  |                            |  |  |                    |  |
|                                         |                                    | Henri Goyon de Matignon               | Anne Malon de Bercy                  |  |  |       |  |  |                            |  |  |                    |  |
| Catherine Thérèse Goyon de Matignon     |                                    | Henri Goyon de Matignon               |                                      |  |  |       |  |  |                            |  |  |                    |  |
|                                         |                                    | Marie Françoise Le Tellier            | François Le Tellier                  |  |  |       |  |  |                            |  |  |                    |  |
|                                         |                                    | Marie Françoise Le Tellier            | François Le Tellier                  |  |  |       |  |  |                            |  |  |                    |  |
|                                         |                                    | Marie Françoise Le Tellier            | Charlotte Crespin                    |  |  |       |  |  |                            |  |  |                    |  |
| Gaston de Lorraine                      |                                    | Marie Françoise Le Tellier            |                                      |  |  |       |  |  |                            |  |  |                    |  |
|                                         | Gaston-Jean-Baptiste de Roquelaure | Antoine de Roquelaure                 |                                      |  |  |       |  |  |                            |  |  |                    |  |
|                                         | Gaston-Jean-Baptiste de Roquelaure | Antoine de Roquelaure                 |                                      |  |  |       |  |  |                            |  |  |                    |  |
|                                         | Gaston-Jean-Baptiste de Roquelaure | Suzanne de Bassabat                   |                                      |  |  |       |  |  |                            |  |  |                    |  |
| Antoine-Gaston de Roquelaure            | Gaston-Jean-Baptiste de Roquelaure |                                       |                                      |  |  |       |  |  |                            |  |  |                    |  |
|                                         |                                    | Charlotte Marie de Daillon du Lude    | Timoléon de Daillon du Lude          |  |  |       |  |  |                            |  |  |                    |  |
|                                         |                                    | Charlotte Marie de Daillon du Lude    | Timoléon de Daillon du Lude          |  |  |       |  |  |                            |  |  |                    |  |
|                                         |                                    | Charlotte Marie de Daillon du Lude    | Marie Feydeau                        |  |  |       |  |  |                            |  |  |                    |  |
| Élisabeth de Roquelaure                 |                                    | Charlotte Marie de Daillon du Lude    |                                      |  |  |       |  |  |                            |  |  |                    |  |
|                                         |                                    | Guy-Urbain de Laval-Montmorency-Lezay | Pierre II de Laval-Montmorency-Lezay |  |  |       |  |  |                            |  |  |                    |  |
|                                         |                                    | Guy-Urbain de Laval-Montmorency-Lezay | Pierre II de Laval-Montmorency-Lezay |  |  |       |  |  |                            |  |  |                    |  |
|                                         |                                    | Guy-Urbain de Laval-Montmorency-Lezay | Isabelle de Rochechouart             |  |  |       |  |  |                            |  |  |                    |  |
| Marie-Louise de Laval-Montmorency-Lezay |                                    | Guy-Urbain de Laval-Montmorency-Lezay |                                      |  |  |       |  |  |                            |  |  |                    |  |
|                                         |                                    | Françoise de Sesmaisons               | Claude de Sesmaisons                 |  |  |       |  |  |                            |  |  |                    |  |
|                                         |                                    | Françoise de Sesmaisons               | Claude de Sesmaisons                 |  |  |       |  |  |                            |  |  |                    |  |
|                                         |                                    | Françoise de Sesmaisons               | Barbe Le Bigot                       |  |  |       |  |  |                            |  |  |                    |  |
|                                         |                                    | Françoise de Sesmaisons               |                                      |  |  |       |  |  |                            |  |  |                    |  |